# Vojanka
Vojanka je zaniklá usedlost v Praze 5-Košířích v ulici Jinonická, jihozápadně od Měchurky. Původně patřila do katastru obce Smíchov.

## Historie
Malá usedlost na půdorysu písmene „L“ stála v polovině Jinonické ulice na její severozápadní straně. Na začátku 18. století byla nazývána Pojankou nebo také Bojankou. Jejími majiteli byli kolem roku 1840 Ferdinand Hillebrand a ve druhé polovině 19. století rodina Linhartů, majitelů Turbové a Šmukýřky.
Vojanka byla zbořena po roce 1910.